# Поджогин, Василий Юрьевич
Василий Юрьевич Поджогин (? — 1523, Казань) — дворянин, дипломат и воевода на службе у государя всея Руси Василия III Ивановича (1505—1533).
Потомок в IX поколении от Михаила Сорокоума, боярина великого князя московского Ивана Даниловича Калиты. Один из представителей многочисленной семьи Добрынских. Второй из троих сыновей Юрия Гавриловича Поджогина и внук Гавриила Давыдовича Поджоги, давшего имя этой ветви рода. Старший брат Василия — Иван Юрьевич Шигона-Поджогин, был приближён к великому князю Василию III.
В 1509 году Василий Поджогин был назначен приставом при послах от короля польского и великого князя литовского Сигизмунда I — Яне Радзивилле и Войтехе Яновиче, встречал их в Дорогомилове. В 1521 году с тысячным отрядом находился в Казани для поддержки русского ставленника хана Шах-Али. При перевороте, приведшем к власти хана Сахиб Герая его отряд был перебит, но Василий Юрьевич, видимо убит не был, так как в 1523 году он упоминается уже как русский посол в Казани. При начале в этом году новой войны с Россией посол Поджогин был убит.